# Aventurile ursului Yogi
Aventurile ursului Yogi (engleză The New Yogi Bear Show, cunoscut de asemenea ca Hanna-Barbera's Yogi Bear Show) este un serial de animație de 30 de minute care a fost difuzat în sindicare în 1988 și îl are pe unul dintre cele mai bine știute personaje clasice Hanna-Barbera, Ursul Yogi. Serialul conține 45 de episoade noi făcute special pentru acesta.
Comparate jos de unele din alte încarnări recente ale aventurilor lui Yogi și ale prietenilor săi, acest serial îi are doar pe Yogi, Boo Boo, Cindy și Pădurarul Smith, cu episoadele fixate în Parcul Jellystone (cunoscut aici ca Parcul Jeleustone în versiunea dublată în română).
De asemenea serialul a introdus patru personaje noi: Pădurarul Roubideux (asistentul Pădurarului Smith, care este mic și gras), Ratonul Ninja (un pui de raton japonez, care poartă un chimono), mama Ratonului Ninja și Ursul Blubber din Curse Trăsnite (un urs grizzly mare, care este mai înalt decât Yogi).

## Episoade
| N/o | Titlu român                             | Titlu englez                   |
| --- | --------------------------------------- | ------------------------------ |
|     |                                         |                                |
| 01  | Yogi cel viteaz                         | Kahuna Yogi                    |
|     |                                         |                                |
| 02  | Fi bărbat                               | Grin & Bear It                 |
|     |                                         |                                |
| 03  | Concursul de skateboard                 | Board Silly                    |
|     |                                         |                                |
| 04  | În lumina reflectoarelor                | Shine on Silver Screen         |
|     |                                         |                                |
| 05  | Ursul bizon                             | Buffalo’d Bear                 |
|     |                                         |                                |
| 06  | Mama Yogi                               | The Yolk’s on Yogi             |
|     |                                         |                                |
| 07  | Ursirano de Beargerac                   | Yogi DeBeargeac                |
|     |                                         |                                |
| 08  | Grav bolnav                             | Bearly Sick                    |
|     |                                         |                                |
| 09  | Schimb de urși                          | Bear Exchange                  |
|     |                                         |                                |
| 10  | A urșii e omenește                      | To Bear is Human               |
|     |                                         |                                |
| 11  | Slăbește ursește                        | Slim & Bear It                 |
|     |                                         |                                |
| 12  | Vechiul escroc                          | Old Biter                      |
|     |                                         |                                |
| 13  | Ursul Pokey                             | Pokey the Bear                 |
|     |                                         |                                |
| 14  | Yogi clarvăzătorul                      | Shadrak Yogi                   |
|     |                                         |                                |
| 15  | Croazieră cu bucluc                     | Bruise Cruise                  |
|     |                                         |                                |
| 16  | Disciplină pentru urși                  | Bear Obedience                 |
|     |                                         |                                |
| 17  | Vino înapoi, Boo Boo                    | Come Back Little Boo Boo       |
|     |                                         |                                |
| 18  | Ursul Bamba                             | La Bamba Bear                  |
|     |                                         |                                |
| 19  | Cotcodac                                | Clucking Crazy                 |
|     |                                         |                                |
| 20  | Racheta greșită                         | Misguided Missile              |
|     |                                         |                                |
| 21  | Problemă dublă                          | Double Trouble                 |
|     |                                         |                                |
| 22  | Atacul ratonului ninja                  | Attack of the Ninja Raccoon    |
|     |                                         |                                |
| 23  | Urșii motocicliști                      | Biker Bear                     |
|     |                                         |                                |
| 24  | Prieteni gravi                          | Bearly Buddies                 |
|     |                                         |                                |
| 25  | Prădăterminatorul                       | Predaterminator                |
|     |                                         |                                |
| 26  | Lordul Boo Boo                          | Little Lord Boo Boo            |
|     |                                         |                                |
| 27  | Yogi ursul cavernelor                   | Yogi the Cave Bear             |
|     |                                         |                                |
| 28  | Monstruleții                            | Little Bigfoot                 |
|     |                                         |                                |
| 29  | Yogi ursul de elită                     | Top Gun Yogi                   |
|     |                                         |                                |
| 30  | Diamantul speranței                     | The Hopeful Diamond            |
|     |                                         |                                |
| 31  | Urșii adevărați nu mănâncă tarte sărate | Real Bears Don’t Eat Quiche    |
|     |                                         |                                |
| 32  | Smith cel alunecos                      | Slippery Smith                 |
|     |                                         |                                |
| 33  | In căutarea ratonului ninja             | In Search of the Ninja Raccoon |
|     |                                         |                                |
| 34  | Baloniada                               | Balloonatics                   |
|     |                                         |                                |
| 35  | Marele balet al urșilor                 | The Big Bear Ballet            |
|     |                                         |                                |
| 36  | Urșii spațiali                          | Blast off Bears                |
|     |                                         |                                |
| 37  | Înfruntarea urșilor                     | Battle of the Bears            |
|     |                                         |                                |
| 38  | Crescându-l pe Yogi                     | Bringing Up Yogi               |
|     |                                         |                                |
| 39  | Insuportabil                            | Unbearable                     |
|     |                                         |                                |
| 40  | Ursul Banjo                             | Banjo Bear                     |
|     |                                         |                                |
| 41  | Tatăl vântură lume                      | Boxcar Pop                     |
|     |                                         |                                |
| 42  | Yogi întălnește o mumie                 | Yogi Meets the Mummy           |
|     |                                         |                                |
| 43  | Ratonul Ninja: Confruntarea supremă     | Ninja Showdown                 |
|     |                                         |                                |
| 44  | O evadare nu foarte reușită             | The Not So Great Escape        |
|     |                                         |                                |
| 45  | Amicul Blubber                          | My Buddy Blubber               |
|     |                                         |                                |

## Vezi și
- Lista de producții Hanna-Barbera
- Ursul Yogi
- Yogi și vânătoarea de comori

## Legături externe
- Aventurile ursului Yogi @ The Big Cartoon DataBase Arhivat în 17 ianuarie 2013, la archive.ph Error: unknown archive URL
- Aventurile ursului Yogi la Internet Movie Database